# Sarcophaga burungae
Sarcophaga burungae är en tvåvingeart som beskrevs av Charles Howard Curran 1934. Sarcophaga burungae ingår i släktet Sarcophaga och familjen köttflugor. Inga underarter finns listade i Catalogue of Life.